# Osornogyndes
Osornogyndes is een geslacht van hooiwagens uit de superfamilie Gonyleptoidea.
De wetenschappelijke naam Osornogyndes is voor het eerst geldig gepubliceerd door Maury in 1993. 

## Soorten
Osornogyndes is monotypisch en omvat slechts de volgende soort:
- Osornogyndes tumifrons